# Хит лета
Хит лета (также песня лета, летний хит) — феномен музыкальной индустрии, заключающийся в том, что в летний период какая-нибудь одна песня становится особо популярной. Она доминирует на радио и звучит отовсюду.
Одно время каждое лето имело свой хит.
Французский журналист Венсан Глад считает, что в 2000-х годах феномен увял, и в качестве одной из гипотез произошедшего выдвигает предположение, что это явилось в целом следствием начавшегося кризиса звукозаписывающей индустрии, а конкретно вызвано потерей звукозаписывающими компаниями контроля над тем, что люди слушают, и падением популярности формата музыкального сингла. Раньше гиганты музыкальной индустрии могли успешно инвестировать деньги в продвижение определённой песни на телевидении и радиостанциях, получая потом прибыль на продажах синглов, сейчас же люди могут просто скачать песню из Интернета нелегально, что делает маркетинг «хитов лета» не таким рентабельным.

## США
В США существует свой отдельный летний еженедельный хит-парад журнала Billboard «Songs of the Summer» и ежегодно выбирается отдельно одна главная песня всего лета «Song of the Summer» (фактически это суммарный чарт Hot 100 от Дня поминовения до Дня труда, или от последнего понедельника мая до первого понедельника сентября). Единственными исполнителями, песни которых дважды становились главными песнями лета («Song of the Summer») были Энди Гибб («I Just Want to Be Your Everything» в 1977 и «Shadow Dancing» в 1978), Мэрайя Кэри («Vision of Love» в 1990 и «We Belong Together» в 2005), Ашер («U Remind Me» в 2001 и «Confessions Part II» в 2004), Кэти Перри («I Kissed a Girl» в 2008 и «California Gurls» при участии Snoop Dogg в 2010) и «частично» рэпер Jay Z, который участвовал в записях синглов двух других исполнителей: Бейонсе («Crazy in Love» в 2003) и Рианны («Umbrella» в 2007).
- 1958—2018… см. подробнее в обзоре[8]
- 1958: «Nel Blu Dipinto Di Blu (Volaré)» — Доменико Модуньо[8]
- 1965: «(I Can't Get No) Satisfaction» — The Rolling Stones[8]
- 1967: «Light My Fire» — The Doors[8]
- 1976: «Don't Go Breaking My Heart» — Элтон Джон & Kiki Dee[8]
- 1983: «Every Breath You Take» — The Police[8]
- 1984: «When Doves Cry» — Prince[8]
- 1986: «Papa Don't Preach» — Мадонна[8]
- 1990: «Vision Of Love» — Мэрайя Кэри[8]
- 1991: «(Everything I Do) I Do It For You» — Брайан Адамс[8]
- 1996: «Macarena (Bayside Boys Mix)» — Los Del Rio[8]
- 1999: «Mambo No. 5» — Лу Бега, и № 2 «Livin’ La Vida Loca» — Рики Мартин
- 2005: «We Belong Together» — Мэрайя Кэри[9]
- 2007: «Umbrella» — Рианна[10]
- 2008: «I Kissed a Girl» — Кэти Перри[10]
- 2009: «I Gotta Feeling» — The Black Eyed Peas
- 2010: «California Gurls» — Кэти Перри[10][11]
- 2011: «Party Rock Anthem» — LMFAO[10]
- 2012: «Gangnam Style» — Psy[12] и № 2 «Call Me Maybe» — Carly Rae Jepsen[13]
- 2013: «Blurred Lines» — Робин Тик при участии Фаррелла Уильямса и T.I.[14], № 2 «Get Lucky» — Daft Punk[15] и № 3 «Safe and Sound» — Capital Cities
- 2014: «Fancy» — Игги Азалия[16]
- 2015: «Cheerleader» — OMI[17][18]
- 2016: «One Dance» — Дрейк; № 2 — «Can't Stop the Feeling!» — Джастин Тимберлейк[19]
- 2017: «Despacito» — Луис Фонси, Дэдди Янки и Джастин Бибер[20]
- 2018: «In My Feelings» — Drake; № 2 «I Like It»(Карди Би); № 3 «Girls Like You» (Maroon 5, Cardi B)[8]
- 2019: «Old Town Road» —  Lil Nas X и Билли Рэй Сайрус; «Señorita» — Шон Мендес и Камила Кабельо[21][22]

## Выборочный список хитов лета
См. «Summer hit#Examples» в англ. разделе и «Tube de l'été#Listes de tubes de l'été» во франц. разделе.
- «Lambada» — Kaoma (1989)[23][24][25]